# Ștefan cel Mare

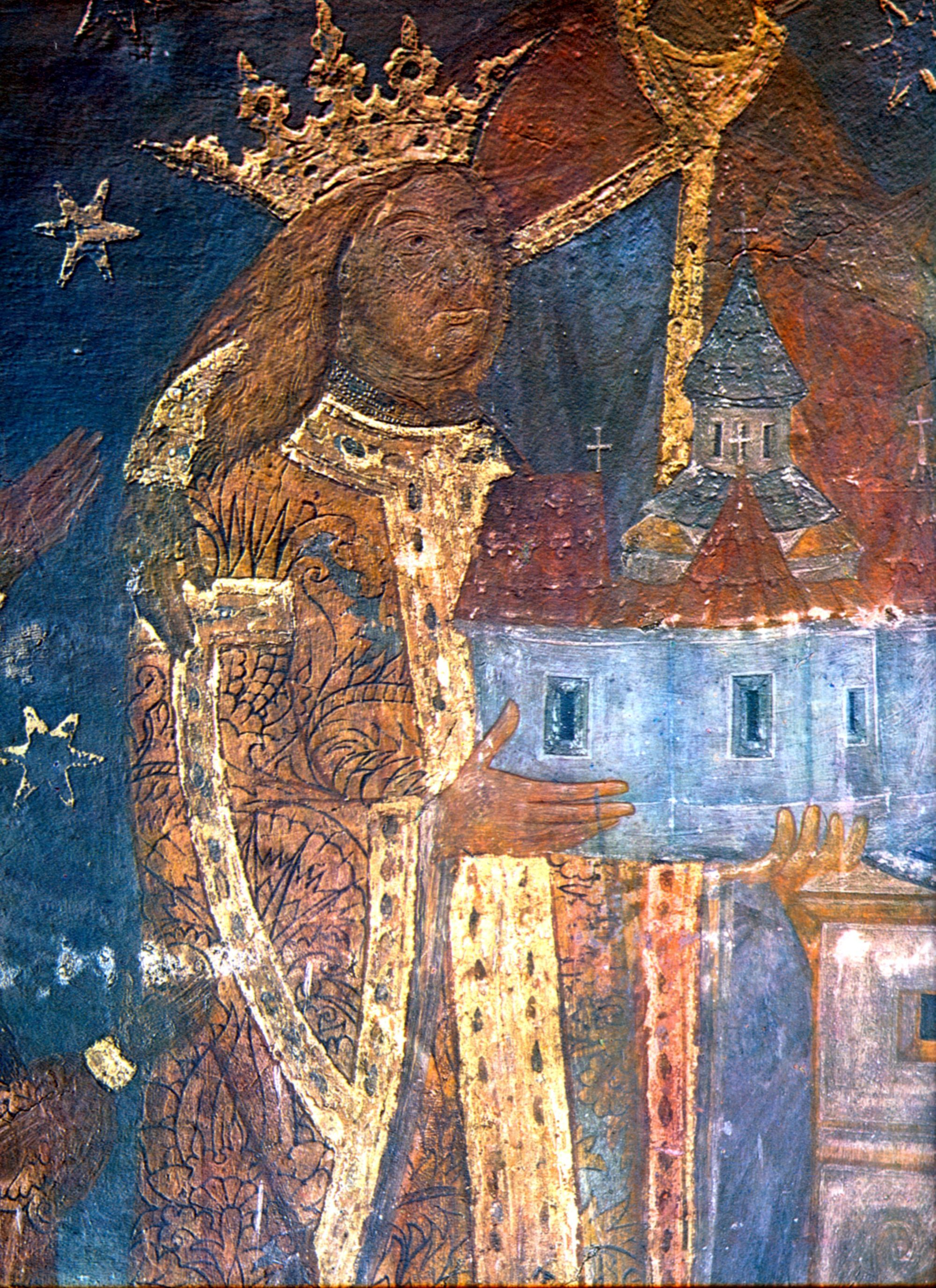
Ștefan cel Mare, zeitgenössisches Porträt, Kloster Voroneț

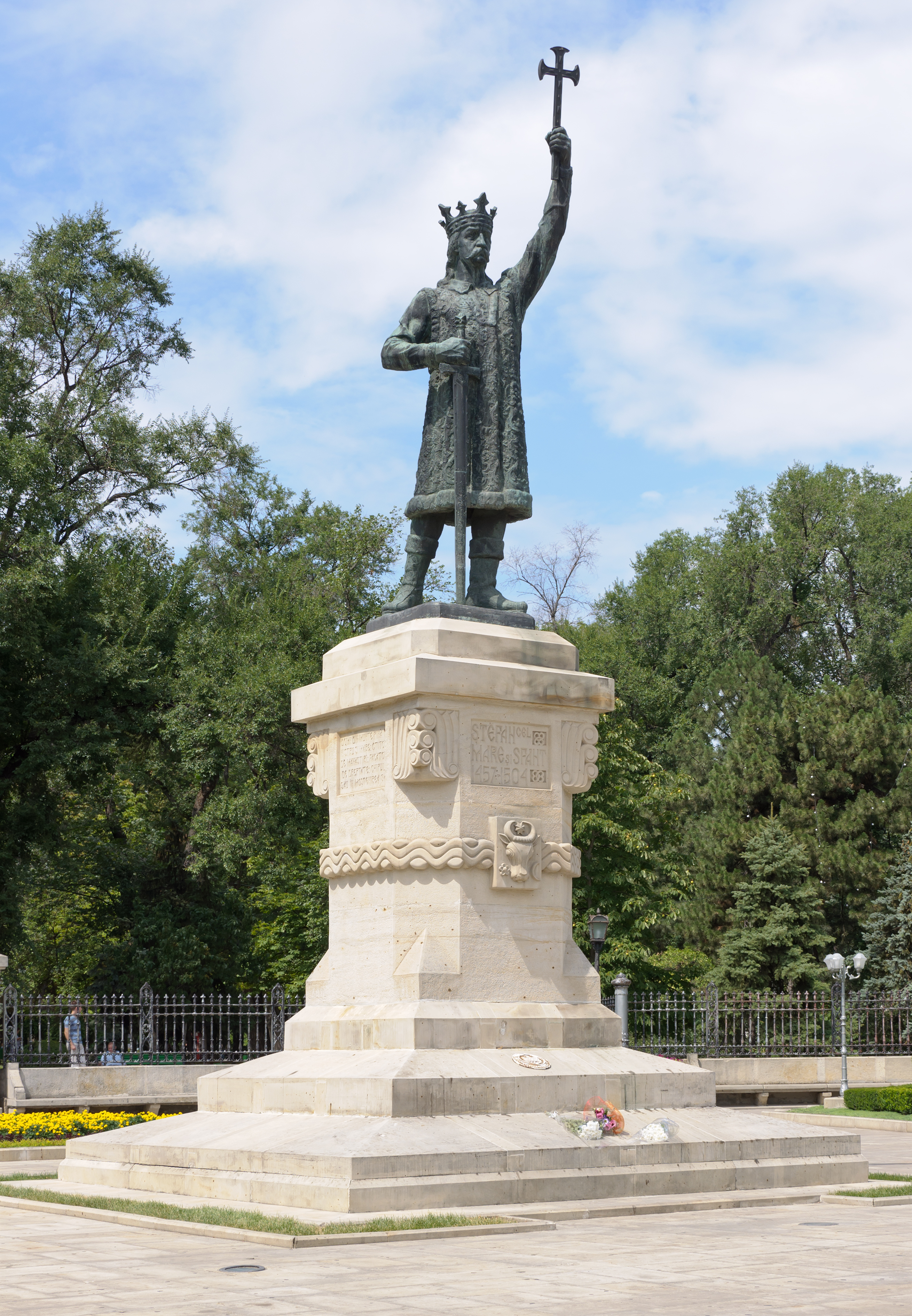
Monument Ștefans in Chișinău

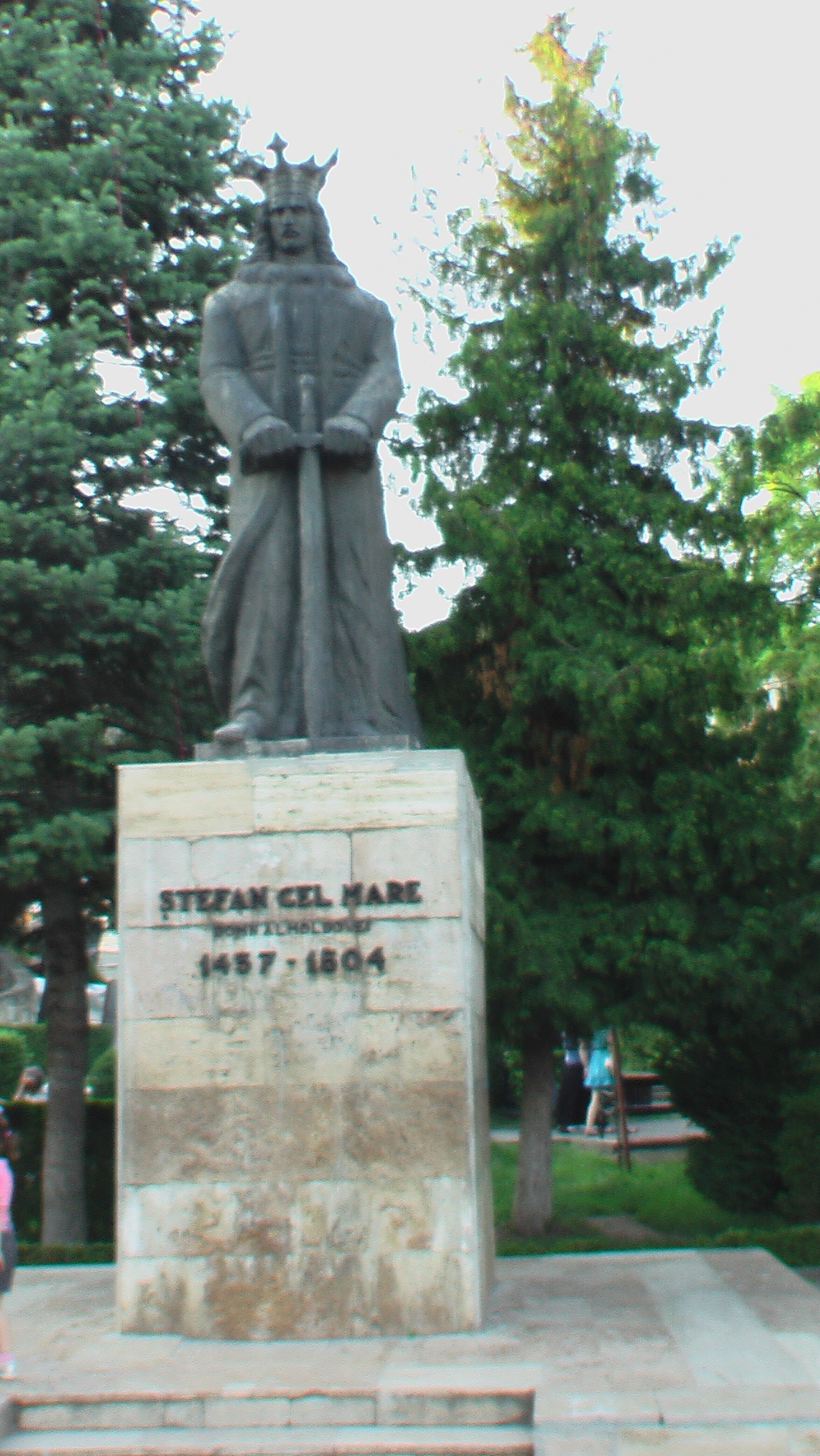
Denkmal in Piatra Neamț

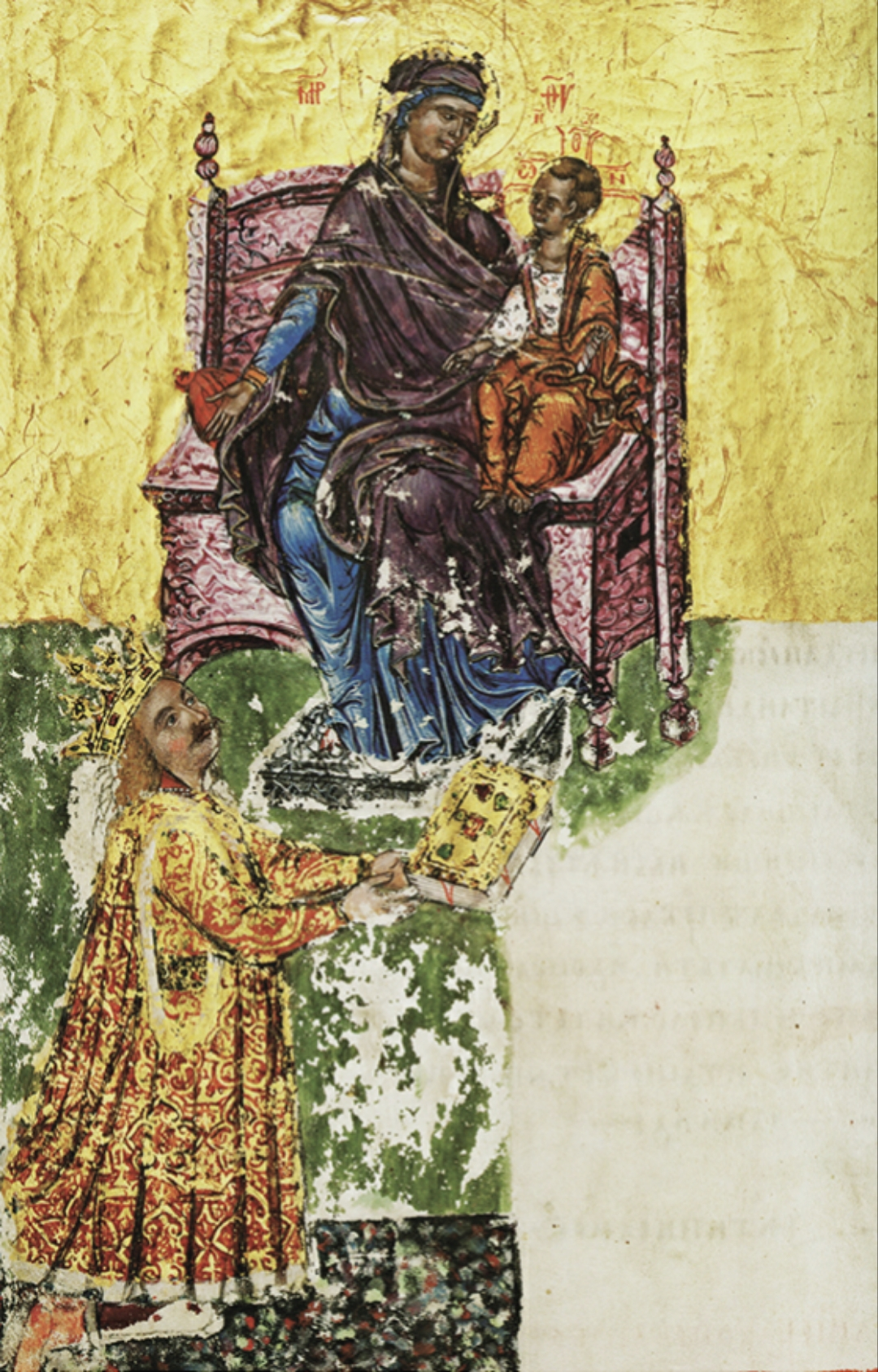
Tetraevangelist aus Humor (1473)

Ștefan  III. cel Mare oder Stefan der Große (* um 1433 in Borzești; † 2. Juli 1504 in Suceava) war ein moldauischer Woiwode. Er gehörte neben Mircea cel Bătrân, Iancu de Hunedoara und Michael dem Tapferen zu den bedeutendsten Herrschern der Vorläuferstaaten des heutigen Rumänien, denen heute rumänische Nationalität zugeschrieben wird. Ștefan cel Mare ist die zentrale Figur in der Erinnerungskultur der moldauischen Bevölkerung und wurde zu allen Zeiten und von verschiedenen Seiten als Symbolfigur für die jeweilige Identitätspolitik genutzt.

## Geschichtlicher Hintergrund der Herrschaft des Ștefan cel Mare
Im 15. Jahrhundert konsolidierte sich das Osmanische Reich, das durch seine rasante Expansion im 14. Jahrhundert zum bedeutendsten Machtfaktor in Südosteuropa geworden war. Das Zweite Bulgarische Reich geriet unter direkte osmanische Herrschaft, das in Teilherrschaften zerfallende serbische Reich wurde zunehmend von den Osmanen kontrolliert, und das einst mächtige Byzantinische Reich beschränkte sich in den Jahrzehnten vor seinem endgültigen Untergang 1453 im Wesentlichen nur noch auf die Stadt Konstantinopel. Die südöstliche Balkanhalbinsel war somit das Zentrum des Osmanischen Reiches. Daneben waren das Königreich Ungarn und das Königreich Polen die beiden Kontrahenten, die auch Zugriff auf Südosteuropa haben wollten. Dazwischen lagen einige kleinräumige Gebiete, die unter osmanischem Einfluss, aber nicht direkt unter osmanischer Herrschaft standen, wie die Walachei und die Moldau. Diese Gebiete konnten sich nach der militärischen Unterwerfung entweder direkt ins Reich integrieren oder sich dem Sultan freiwillig unterwerfen und so unter osmanischer Oberhoheit eine relative Autonomie bewahren.
Das an den osmanischen Herrschaftsbereich angrenzende Fürstentum Moldau geriet im 15. Jahrhundert in den Einzugsbereich der Hohen Pforte. Die walachischen (rumänischen) Heeresführer, die die Handelsroute vom polnischen Lemberg ans Schwarze Meer kontrollierten, versuchten, sich dem ungarischen Einfluss zu entziehen. Ungarn und Polen versuchten immer wieder, das Fürstentum Moldau zu kontrollieren, und nutzten geschickt die Machtkämpfe der Bojaren. Angesichts der militärischen Stärke der Osmanen erkannten die moldauischen Fürsten um die Mitte des 15. Jahrhunderts die osmanische Herrschaft an und willigten in Tributzahlungen an den Sultan ein. In dieser Phase wurde der junge Stefan aus dem Geschlecht der Bogdanești 1457 moldauischer Fürst.

## Herrschaft Ștefans
Stefan war der Sohn von Bogdan II., eines unehelichen Sohnes von Alexandru cel Bun, und der Oltea. Schon jung wurde er Mitregent seines Vaters. Bogdan II. fiel im Machtkampf um die Herrschaft am 17. Oktober 1451 in der Schlacht von Răușeni gegen dessen Halbbruder Petru Aron. Oltea starb 1465 als Nonne.
Mit Hilfe des walachischen Woiwoden Vlad III. Drăculea bestieg Stefan 1457 den Thron des Fürstentums Moldau. Stefan lag lange im Streit mit seinen ungarischen Nachbarn, die seinen Thronvorgänger Petru Aron im siebenbürgischen Szeklerland beherbergten. Er forderte vehement dessen Auslieferung. Die Ungarn benutzten jedoch Petru Aron als Druckmittel gegen Stefan, indem sie mit seiner Wiedereinsetzung auf den Thron der Moldau drohten. In der Konsequenz überfiel Stefan mehrfach den ungarischen Nachbarn und eroberte die Festungen Cetatea Albă und Chilia, die seit der Zeit von Johann Hunyadi unter ungarischer Herrschaft standen. Als die Ungarn daraufhin 1467 mit 40.000 Mann unter König Matthias Corvinus in der Moldau einmarschierten, schlug Stefan sie in der Schlacht von Baia vernichtend; der ungarische König selbst entkam, schwer verletzt, nur knapp. Stefan führte im Gegenzug eine Strafexpedition nach Ungarn und kehrte mit reicher Beute zurück. In den Folgejahren normalisierte sich das Verhältnis zwischen den beiden Monarchen.
Im Jahre 1472 heiratete Stefan Maria Palaiologina und verband sich so dynastisch mit den Herrschern von Mangup, einem byzantinischen Kleinfürstentum auf der Krim. Dieses Eheband brachte nicht nur potentielle Bündnispartner ins Spiel, sondern signalisierte auch einen erhöhten Anspruch an Legitimation und Macht. Forscher sehen im Einfluss der byzantinischen Ehefrau außerdem einen möglichen Grund für Stefans Aufbegehren gegen die Osmanen. Jedenfalls fällt in diese Zeit der Beginn seines Widerstands gegen den osmanischen Vormarsch. 1471–1474 fiel Stefan mehrfach in die Walachei ein, um sie aus dem Machtbereich der Osmanen zu lösen. Das gelang jedoch nicht, weil die eingesetzten Woiwoden dem osmanischen Druck nicht standhalten konnten. Die starke osmanische Garnison in der Stadt Giurgiu war nur 6–8 Reiterstunden von Bukarest entfernt. Um den wiederholten Übergriffen aus dem Norden ein Ende zu bereiten, befahl Sultan Mehmed II. 1475 einen Angriff auf die Moldau, aber Stefan besiegte die etwa 120.000 Invasoren mit einem eigenen Heer von nur 40.000 bei Vaslui. Der türkische Chronist Seaddedin sprach von einer noch nie da gewesenen Niederlage der Osmanen. Nach diesem Sieg versuchte Stefan, die europäischen Mächte gegen die Osmanen zu mobilisieren, allerdings ohne Erfolg.
Im folgenden Jahr wurde sein Heer bei Războieni geschlagen. Die Osmanen griffen unter persönlicher Führung des Sultans mit 150.000 Soldaten an. Stefan hatte nur 20.000 aufzubieten, da ein großer Teil seines Heeres gegen die im Osten eingefallenen Tataren kämpfen musste. Die Tataren konnten zwar geschlagen werden, aber das Heer konnte Stefan nicht mehr rechtzeitig gegen den Sultan beistehen. So war der Ausgang der Schlacht vorhersehbar. Obwohl in einer deutlichen Unterzahl, griff Stefan die Osmanen an. Trotz ihres Sieges mussten sich die Osmanen wieder zurückziehen, weil sie Nachschubschwierigkeiten hatten. Darüber hinaus brach bei den Osmanen eine Pestepidemie aus. Die Moldauer hatten – wie zu dieser Zeit üblich – das vorübergehend aufgegebene Land vor dem heranrückenden Feind verwüstet, d. h. Brunnen vergiftet, Felder verbrannt usw. Keines der Ziele, die sich der Sultan vor dem Feldzug gegen Stefan gesetzt hatte, konnte erreicht werden. Die wichtigsten Festungen wie Neamț, Chilia, Cetatea Albă und Suceava konnten sich halten. Die Niederlage gegen die Osmanen blieb so für Stefan ohne Folgen.
Stefans Suche in Europa nach Unterstützung gegen die Osmanen war wenig erfolgreich, aber für seinen Beschluss, „die rechte Hand des Heiden abzuschneiden“, wurde er von Papst Sixtus IV. als verus christianae fidei athleta (wahrer Verteidiger des Christlichen Glaubens) belobigt. Der Papst nutzte diese Gelegenheit auch zur Stärkung der katholischen Kirche in der Moldau und richtete einen Bischofssitz in Moncastro (Cetatea Albă) ein. Konkrete militärische Hilfe erhielt Stefan aber nicht, trotz eines versuchten Bündnisses seitens Venedigs. Danach hatte Stefan es nicht nur mit neuen osmanischen Angriffen zu tun (Cetatea Albă und Chilia fielen 1484 an die Osmanen), sondern auch mit Polens Anschlägen auf die Selbständigkeit der Moldau. Allerdings erhielt Stefan von Matthias Corvinus – als Entschädigung für die unterlassene Hilfe der Ungarn gegen die Türken und den Verlust der zwei wichtigen Stützpunkte Chilia und Cetatea Albă – Besitztümer in Transsilvanien (darunter die Burgen Cetatea de Baltă und Ciceu). 1497 wehrte er einen polnischen Angriff vor Suceava ab und besiegte die Polen im Codrul Cosminului. Anschließend führte er eine Strafexpedition bis kurz vor Krakau und kehrte wiederum mit reicher Beute zurück. Durch einen abermaligen Friedensvertrag wurden die Verhältnisse 1499 schließlich geklärt.
Enttäuscht von der Interesselosigkeit der anderen europäischen Mächte, den Kampf gegen die Osmanen fortzuführen (Ungarn hatte einen Nichtangriffspakt mit Istanbul geschlossen, ebenso Polen), schloss er 1503 schließlich mit Sultan Bayezid II. einen Vertrag ab, der Moldaus Unabhängigkeit bewahrte, aber mit einem jährlichen Tribut von 4000 Golddukaten erkauft werden musste. Obwohl Stefans Regierungszeit von ständigen Kämpfen gekennzeichnet war, brachte sie auch eine beachtliche kulturelle Entwicklung. Nicht weniger als 44 Kirchen und Klöster („Moldauklöster“) sowie zahlreiche Festungen ließ Stefan bauen; einige davon sind heute Teil des UNESCO-Weltkulturerbes. Der Fürst wurde 1504 auf dem Friedhof von Kloster Putna begraben.
Sein Nachfolger wurde Bogdan III. cel Orb, sein einziger überlebender legitimer Sohn und bereits seit 1497 sein Mitregent.

## Ștefan cel Mare in der Historiografie
Ștefan cel Mare wird sowohl in Rumänien als auch in der Republik Moldau als Nationalheld verehrt und ist damit Teil des kulturellen Gedächtnisses der Menschen in der Republik Moldau wie auch in Rumänien. Er wurde in der Sendung Mari Români im rumänischen Fernsehen zum größten Rumänen aller Zeiten gewählt. Auch anlässlich seines 500. Todestages 2004 fanden in Chișinău große Feierlichkeiten statt. Dies zeigt seine herausragende Stellung auch in der heutigen Erinnerungskultur der rumänischen und moldauischen Nationalbewegung und seine Stilisierung zum Nationalhelden.
Die Erinnerung ist dabei vom einzelnen Individuum losgelöst und wird quasi in Erinnerungsorte „ausgelagert“. Eine große Anzahl von Kirchen und Klöstern fungieren als Erinnerungsorte in der Republik Moldau, da Ștefan nicht nur ein bedeutender Feldherr war, sondern auch als Stifter auftrat. Mit seinem Namen sind zudem zahlreiche Festungen verbunden, die er während seiner 47-jährigen Regentschaft errichten oder ausbessern ließ. Da das Fürstentum Moldau nach seiner Regentschaft zunehmend in den osmanischen Herrschaftsbereich einbezogen wurde, durften spätere Fürsten keine Festungen mehr errichten, so dass der Name Ștefan cel Mare auch in späteren Jahrhunderten mit der Blütezeit des Fürstentums Moldaus assoziiert wurde. Diese mächtigen Ruinen waren das strahlende Gegenbild, das auf eine frühere gute Ordnung verwies. Die moldauische Bevölkerung sah in Ștefan cel Mare auch zunehmend den siegreichen Türkenkämpfer, der nach landläufigen Erzählungen bis zu 100.000 Türken umgebracht habe. Auch in den Beschreibungen der Moldau von Dimitrie Cantemir wird der Fürst in den höchsten Tönen gelobt und als idealer Herrscher geschildert. Des Stefan wurde sich im kollektiven Gedächtnis weniger als historische Person erinnert, sondern als eine idealisierte Figur, auf die sich die konkreten Probleme des Einzelnen projizieren ließen.
In der zweiten Hälfte des 19. Jahrhunderts, als mit Hilfe der Westmächte sich das Königreich Rumänien etablierte und ein unabhängiger rumänischer Staat sich herausbildete, eignete sich eine Herrscherfigur und speziell ein Türkenkämpfer wie Stefan der Große besonders gut, um von der Elite im Rahmen der Propagierung der Nationalstaatsidee nutzbar gemacht zu werden. In den Schulen, aber auch bei öffentlichen Feierlichkeiten, in Gedichten und Kunstwerken wurde eine mit hegemonialem Anspruch versehene Deutung Stefans des Großen verbreitet, die die Organisation eines auf einer ethnisch-nationalen Gruppe aufbauenden Nationalstaates bezweckte. Die neue nationale Elite legitimierte mit der Glorifizierung der Vergangenheit ihre gesellschaftliche Position und stellte sich als Bewahrer im Wandel der Zeiten dar. Der Bedeutungskern des Symbols Ștefan cel Mare war durch seinen Kampf gegen die Fremdherrschaft bestimmt, die Verteidigung des Eigenen vor dem Fremden, wobei mit dem Fremden jetzt nicht mehr nur die Türken, sondern auch die Russen identifiziert wurden.
Eine entsprechende Umdeutung Stefans des Großen fand auch in der Republik Moldau in den Jahren nach der Unabhängigkeit statt, als er zu einem Symbol der Bewegung zur Vereinigung von Rumänien und Moldau wurde. Sein Denkmal im Zentrum von Chișinău wurde zum zentralen Erinnerungsort, wo sich Protest- und Demonstrationsveranstaltungen sammelten. Die Rückversetzung des Standbildes Stefans des Großen und die Umbenennung vieler großer Boulevards und Plätze, die zu Zeiten der Sowjetunion den Namen des Revolutionsführers Lenin getragen hatten, nach dem neuen Nationalhelden Ștefan cel Mare war einer der symbolisch wichtigsten Siege der prorumänischen Bewegung. Stefan der Große stand dabei wie kein anderes Symbol für das panrumänische Zusammengehörigkeitsgefühl. 1992 wurde er von der rumänisch-orthodoxen Kirche heiliggesprochen.

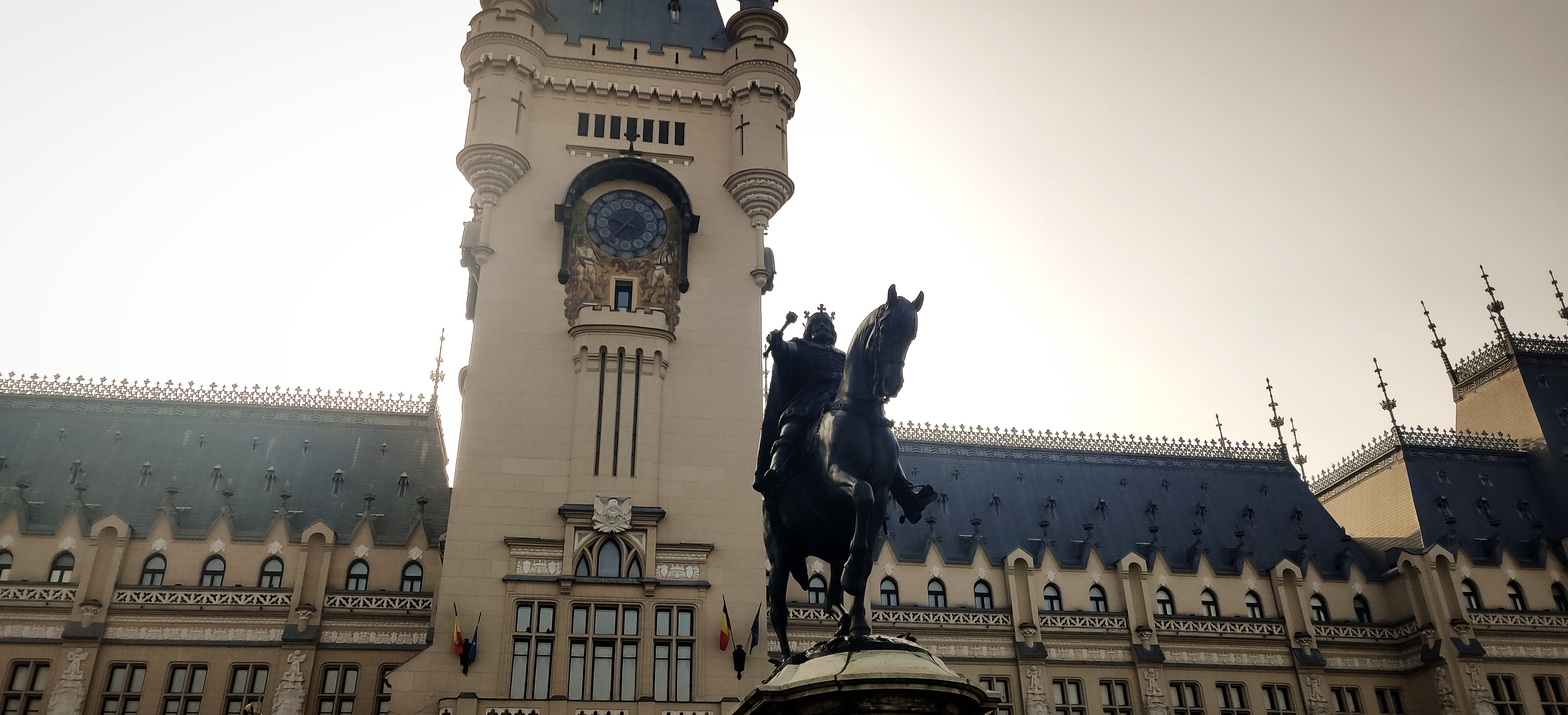
Ștefan cel Mares Statue, Kulturpalast Iași

Eine erneute Umdeutung Ștefan cel Mares fand durch den von 2001 bis 2009 amtierenden,  kommunistischen Staatspräsidenten Vladimir Voronin statt. Er bediente sich einer Identitätspolitik, die auf dem Prinzip der Äquidistanz zwischen Russland und Rumänien beruhte, um alle ethnischen und sprachlichen Bevölkerungsgruppen der Republik Moldau mit einer eigenständigen kollektiven Identität auszustatten. Stefan der Große wurde zu einem rein moldauischen Helden umstilisiert, indem ihm seine gesamtrumänische Bedeutung entzogen wurde. Stefan, hieß es jetzt von offizieller Stelle, sei schließlich Fürst der Moldau gewesen, und einen rumänischen Staat habe es damals noch gar nicht gegeben, sondern dieser sei erst 350 Jahre nach seinem Tod entstanden. Er habe ja auch die Eigenständigkeit verteidigt und sei so quasi Vorkämpfer für die Unabhängigkeit der Republik Moldau. Die Kommunistische Partei hoffte, ebenso die Minderheiten wie die moldauische Bevölkerung mit diesem positiv konnotierten Symbol anzusprechen. Inwieweit die Initiative Erfolg hat, lässt sich nicht belegen. Interessant ist aber, wie bewusst die offiziellen Stellen in Chișinău mit der Symbolik Stefans zum Zweck der Identitätsstiftung einer moldauischen Nation umgehen: beispielsweise findet sich sein Konterfei auf der Vorderseite der aktuellen moldauischen Banknoten. So wird ersichtlich, dass Ștefan cel Mare nicht nur ein spätmittelalterlicher Fürst war, sondern der zentrale Erinnerungsort im kollektiven Gedächtnis der moldauischen Nation ist.

## Das Schwert von Ștefan cel Mare
Das Schwert, welches Ștefan cel Mare als persönliche Waffe zugesprochen wird, ist ein zweischneidiges Langschwert mit typischen Elementen europäischer Fertigung der Spätgotik. Die Zuschreibung basiert auf mündlicher Überlieferung, stilistischen Merkmalen und dem historischen Kontext. Das Schwert misst etwa 125 cm in der Gesamtlänge, wobei die Klinge rund 100 cm lang ist. Die Parierstange ist gerade, der Knauf rundlich und massiv. Der Griff ist mit Leder umwickelt. Es sind keine Inschriften auf der Klinge erhalten. Aufgrund stilistischer Merkmale wird das Schwert in die zweite Hälfte des 15. Jahrhunderts datiert. Die Herkunft des Schwertes ist nicht eindeutig belegt.  Nach militärischen Niederlagen des Fürstentums Moldau gegen das Osmanische Reich, gelangten zahlreiche Objekte in osmanischen Besitz. Vermutlich verlor Stefans Sohn, Petru Rareș, das Schwert auf der Flucht vor den Truppen Süleymans I., in dessen Zusammenhang dieses 1538 als Beutegut nach Konstantinopel kam. Heute befindet es sich im Topkapı-Palastmuseum und wird dort als Teil der Sammlung europäischer Waffen aufbewahrt. Rumänien hat mehrfach die Rückgabe des Schwertes gefordert. Die türkische Seite hat diese Forderungen bislang nicht erfüllt. Das Schwert gilt als Teil des historischen Erbes des Osmanischen Reiches und wird entsprechend geschützt.